# Lamenia epiensis
Lamenia epiensis är en insektsart som beskrevs av Frederick Arthur Godfrey Muir 1931. Lamenia epiensis ingår i släktet Lamenia och familjen Derbidae. Inga underarter finns listade i Catalogue of Life.